# ولاسنیتسا
ولاسنیتسا (به لاتین: Vlasenica) یک منطقهٔ مسکونی در بوسنی و هرزگوین است که در جمهوری صرب بوسنی واقع شده‌است. ولاسنیتسا ۴۴۸٬۱۴ کیلومتر مربع مساحت و ۱۲٬۳۴۹ نفر جمعیت دارد.